# Bonplandia (tàxon)
Bonplandia és un gènere de fanerògames que pertany a la família de les polemoniàcies. El seu nom fa honor al botànic francès Aimé Bonpland. Caldasia (Mutis ex-Caldas) Lag. es considera un sinònim taxonòmic. Aquest tàxon inclou 13 espècies entre elles:
- Bonplandia angostura Rich. sinònim d'Angostura trifoliata
- Bonplandia candolleana Spreng. sinònim d'Angostura trifoliata
- Bonplandia cuneifolia (Nees i Mart.) Spreng. sinònim d'Angostura trifoliata
- Bonplandia erythrochiton Spreng.
- Bonplandia fontanesiana (A.St.-Hil.) Spreng.
- Bonplandia lutea Howard ex-Triana
- Bonplandia trifoliata Willd. sinònim d'Angostura trifoliata